# Жаксикилиський сільський округ
Жаксикили́ський сільський округ (каз. Жақсықылыш ауылдық округі, рос. Жаксыкылышский сельский округ) — адміністративна одиниця у складі Аральського району Кизилординської області Казахстану. Адміністративний центр та єдиний населений пункт — селище Жаксикилиш.
Населення — 4631 особа (2021; 4847 у 2009, 4549 у 1999, 7210 у 1989).
Станом на 1989 рік існувала Аралсульфатська селищна рада (смт Аралсульфат). 2008 року Жаксикилиська селищна адміністрація перетворена в Жаксикилиський сільський округ, але Жаксикилиш залишився зі статусом селища.